# Nigel Short
Nigel David Short MBE (nascut l'1 de juny de 1965 a Leigh, Lancashire), és un jugador d'escacs anglès, considerat el millor escaquista britànic del segle xx. Va obtenir el títol de Gran Mestre el 1984, als 19 anys.
Ha estat tres cops Campió britànic. El 1993 va disputar, a Londres, un matx pel Campionat del món d'escacs contra Garri Kaspàrov, en el marc del cisma dels escacs, i sota els auspicis de la PCA (Professional Chess Association), fora de la jurisdicció de la FIDE. És també entrenador i comentarista d'escacs, i ha col·laborat amb columnes en diverses publicacions.
A la llista d'Elo de la FIDE del maig de 2022, hi tenia un Elo de 2622 punts, cosa que en feia el jugador número 5 (en actiu) d'Anglaterra, i el número 153 del rànquing mundial. El seu màxim Elo va ser de 2712 punts, a la llista d'abril de 2004 (posició 17 al rànquing mundial).

## Resultats destacats en competició
El 1984 guanyà la North Sea Cup a Esbjerg.
El 1995 fou tercer a Elenite 1995 (el campió fou Vesselín Topàlov).
El 2006, a la Politiken Cup a Copenhaguen, va empatar al primer lloc, amb 7½ punts, amb Vadim Malakhatko (1r) i Jonny Hector (3r), però quedant segon per desempat. El juliol de 2007, fou segon al Campionat d'escacs obert del Canadà a Ottawa, rere Bu Xiangzhi. El 2008 empatà amb Etienne Bacrot al segon lloc al torneig-B del Torneig d'escacs Corus, rere el campió Serguei Movsessian.
El gener de 2013 empatà al primer lloc al torneig Tradewise de Gibraltar, tot i que finalment fou quart després dels desempats (el campió fou Nikita Vitiúgov).
El 2013 empatà al primer lloc amb Nils Grandelius i Richard Rapport (el campió fou aquest darrer, per desempat) al 21è Torneig Sigeman & Co (torneig de Categoria XV)

## Participació en torneigs internacionals per equips
En Short ha participat, representant Anglaterra, en molts esdeveniments internacionals:

### Participació en olimpíades d'escacs[14]
- Salònica 1984 2n suplent, 3/6 (+1 =4 -1);
- Dubai 1986 3r tauler, 10/13 (+8 =4 -1), medalla d'or al 3r tauler;
- Salònica 1988 1r tauler, 7/12 (+3 =8 -1);
- Novi Sad 1990 1r tauler, 6/12 (+2 =8 -2);
- Manila 1992, 1r tauler, 6/11 (+3 =6 -2);
- Moscou 1994, 1r tauler, 8.5/13 (+6 =5 -2);
- Erevan 1996, 1r tauler, 7/12 (+3 =8 -1);
- Elistà 1998, 2n tauler, 6.5/11 (+2 =9 -0);
- Istanbul 2000, 2n tauler, 7/12 (+3 =8 -1);
- Bled 2002, 2n tauler, 8.5/13 (+5 =7 -1);
- Calvià 2004, 2n tauler, 1.5/4 (+1 =1 -2);
- Torí 2006, 2n tauler, 8/11 (+5 =6 -0);
- Dresden 2008, 2n tauler, 7/10 (+6 =2 -2).

### Participació en campionats d'Europa per equips
- Plòvdiv 1983 tauler 7, 4.5/7 (+3 =3 -1);
- Debrecen 1992 1r tauler, 5.5/8 (+4 =3 -1), medalla de bronze al 1r tauler;
- Pula 1997, 1r tauler, 4/7 (+2 =4 -1);
- Batumi 1999 1r tauler, 5/8 (+3 =4 -1);
- León 2001 2n tauler, 6/9 (+3 =6 -0).

### Participació en campionats del món per equips
- Lucerna 1985 4t tauler, 4/8 (+1 =6 -1);
- Lucerna 1989, 1r tauler, 4.5/8 (+3 =3 -2), medalla de plata al 1r tauler;
- Lucerna 1997, 1r tauler, 4/8 (+0 =8 -0).